# Jens Lehmann
Jens Gerhard Lehmann, nemški nogometaš, * 10. november 1969, Essen, Zahodna Nemčija.
Lehmann je nekdanji vratar in nekdanji član nemške nogometne reprezentance, za katero je nastopil na šestih velikih tekmovanjih. Predhodni nogometni klubi, za katere je igral, so: Schalke, A.C. Milan, Dortmund, Arsenal in VfB Stuttgart.